# Destruction
Destruction je njemački thrash metal sastav iz Weil am Rheina, kojeg se uz Kreator, Sodom i Tankard smatra glavnim predstavnikom teutonskog thrash metala.

## Povijest sastava
Sastav su 1982. godine pod imenom Knight of Demon osnovali pjevač i basist 'Schmier', bubnjar Tommy Sandmann i gitarist Mike Sifinger. Godine 1984., nakon objavljivanja dema Bestial Invasion of Hell potpisuju za izdavačku kuću Steamhammer. Nakon objavljivanja četiri studijska albuma, diskografska kuća im ukida ugovor, te su tijekom 1990-ih sami producirali svoje albume. Godine 1999. potpisuju ugovor s Nuclear Blastom, pod kojim objavljuju tri nova albuma. 

## Članovi sastava
Sadašnja postava
- Schmier - vokal, bas-gitara (1983. – 1989., 1999.-danas)
- Mike Sifringer - gitara(1983.-danas)
- Vaaver - bubnjevi (2010.-danas)

Bivši članovi
- André Grieder - vokal (1990.)
- Thomas Rosenmerkel - vokal (1993. – 1999.)
- Harry Wilkens - gitara (1987. – 1989.)
- Michael 'Ano' Piranio - gitara (1993. – 1999.)
- Tommy Sandmann - bubnjevi (1983. – 1987.)
- Oliver 'Olly' Kaiser - bubnjevi (1987. – 1999.)
- Sven Vormann - bubnjevi (1999. – 2001.)
- Marc Reign - bubnjevi (2001. – 2011.)

## Diskografija
Studijski albumi
- Infernal Overkill (1985.)
- Eternal Devastation (1986.)
- Release from Agony (1988.)
- Cracked Brain (1990.)
- The Least Successful Human Cannonball (1998.)
- All Hell Breaks Loose (2000.)
- The Antichrist (2001.)
- Metal Discharge (2003.)
- Inventor of Evil (2005.)
- D.E.V.O.L.U.T.I.O.N. (2008.)
- Day of Reckoning (2011.)
- Spiritual Genocide (2012.)
- Under Attack (2016.)
- Born to Perish (2019.)

EP-ovi
- Sentence of Death (1984.)
- Mad Butcher (1987.)
- Destruction (1994.)
- Them Not Me(1995.)

Koncertni albumi
- Live Without Sense (1989.)
- Alive Devastation (2003.)
- The Curse of The Antichrist: Live in Agony (2009.)

Kompilacije
- Thrash Anthems (2007.)
- Thrash Anthems II (2017.)

Videografija
- Live Discharge (2004.)

## Vanjske poveznice
- Službena stranica